# Seiichi Ito
Seiichi Ito (伊藤 整一  Itou Seiichi ,  26. juli 1890 – 7. april 1945) var en admiral i den Kejserlige japanske flåde og chef for slagskibet Yamato på dens sidste mission ved slutningen af 2. verdenskrig.

## Biografi

### Tidlig karriere
Ito blev født i Miike-gun Takada (i dag Miyama, Fukuoka-præfekturet), og blev uddannet fra den 39. klasse ved det Kejserlige japanske flådeakademi i 1911. Han var den 15. i en klasse af 148 kadetter, og gjorde tjeneste som kadet på krydseren Aso og slagskibet Aki.
Hans stigning gennem graderne var regelmæssig og hurtig: fændrik den 1. december 1912, underløjtnant den 1. december 1914, og løjtnant den 1. december 1917.
Ito vendte tilbage til Flådehøjskolen i 1923, og tog afgangseksamen fra 21. klasse som en orlogskaptajn. Ito besøgte USA fra maj-december 1927, og blev forfremmet til kommandørkaptajn ved sin tilbagevenden. Han blev kommandør den 1. december 1931 og blev udnævnt til en maritim attaché til Manchukuo fra marts 1932-november 1933. Sammen med admiral Isoroku Yamamoto, var Ito udmærket klar over den ulighed og ressource- og industriellestyrke mellem USA og Japan, og han var en åbenhjertig fortaler for at opretholde gode forbindelser med USA.

### Senere karriere
I november 1933 blev Ito tildelt hans første kommando over krydseren Kiso. I november 1935, blev han igen tildelt kommandoen over krydseren Mogami og i april 1936, krydseren Atago. I december 1936 blev Ito tildelt kommandoen over slagskibet Haruna.
Den 15. november 1938, blev Ito en kontreadmiral og blev udnævnt til stabschef for den Kejserlige japanske flådes 2. flåde. Det efterfølgende år blev han udnævnt til chef for Flådeministeriets personalebureau. Efter at have tjent i to år, kommanderede Ito Krydserdivision 8 (KruDiv 8) i november 1940 indtil sin udnævnelse som stabschef for den Kombinerede flåde i april 1941.
I september samme år, blev Ito vicechef for den kejserlige japanske flådes generalstab og blev forfremmet til viceadmiral en måned senere den 15. oktober 1941.
Ito blev placeret i kommandoen over for den 2. flåde, der havde base i Indlandshavet i december 1944. I april 1945 kommanderede Ito den sidste store offensiv udført af den Kejserlige japanske flåde (Operation Ten-Go), da han førte slagskibet Yamato på dens sidste togt, ledsaget af en let krydser og otte destroyere i et forsøg på at ødelægge de amerikanske flådestyrker under slaget om Okinawa. Men den 7. april blev de japanske skibe opdaget på vej til Okinawa og blev efterfølgende angrebet af flere hundrede amerikanske hangarskibsfly. Uden japansk luftstøtte til rådighed, blev Yamato og flere af dens ledsagere overvældet og sænket af flere bombe- og torpedotræffere. Efter at have beordret mission stoppet og at de resterende ledsagere skulle redde overlevende, valgte Ito at gå ned med Yamato.
Ito blev posthumt forfremmet til fuld admiral.

## I film
- I Toeis krigsfilm fra 2005 Yamato (男たちの大和 Otokotachi no Yamato), blev Ito portrætteret af den japanske skuespiller Tetsuya Watari.
- I Shūe Matsubayashis krigsfilm fra 1981 Rengo kantai 連合艦隊 (bogstaveligt "Kombinerede flåde", senere udgivet som "Den kejserlige flåde"), blev Ito portrætteret af Kōji Tsuruta.
- I Shūe Matsubayashis film fra 1963 Taiheiyo no tsubasa 太平洋の翼 (bogstaveligt "Vinger over Stillehavet", senere udgivet i USA under titlerne "Attack Squadron!" og "Kamikaze"), blev Ito portrætteret af Susumu Fujita.[4]
- I Yutaka Abes film fra 1953 Senkan Yamato, blev Ito portrætteret af Minoru Takada.[5][6]

### Bøger
- Feifer, George (2001). "Operation Heaven Number One". The Battle of Okinawa: The Blood and the Bomb (engelsk). The Lyons Press. ISBN 1-58574-215-5.
- Hara, Tameichi (1961). "The Last Sortie". Japanese Destroyer Captain (engelsk). New York & Toronto: Ballantine Books. ISBN 0-345-27894-1. — første håndsberetning om slaget fra kaptajnen på den japanske krydser Yahagi.
- O’Connor, Raymond (1969). The Japanese Navy in World War II (engelsk). Annapolis, Maryland: Naval Institute Press. — antologi af artikler af tidligere officere fra den Keserlige japanske flåde og Luftforsvarsstyrke
- Spurr, Russell (1995). A Glorious Way to Die: The Kamikaze Mission of the Battleship Yamato, April 1945 (engelsk). Newmarket Press. ISBN 1-55704-248-9.
- Yoshida, Mitsuru (1999). Requiem for Battleship Yamato (engelsk). Annapolis, Maryland: Naval Institute Press. ISBN 1-55750-544-6. — en første håndsberetning om slaget af Yamatos eneste overlevende broofficer.

### Eksterne links
- Nishida, Hiroshi. "Materials of IJN: Ito, Seiichi". Kejserlige japanske flåde (engelsk). Arkiveret fra originalen 27. maj 2012. Hentet 8. marts 2007.